# 데이비드 모렐
데이비드 모렐(David Morrell, 1943년 4월 24일 ~ )은 캐나다 출신의 소설가이다. 영화 람보 시리즈의 원작이 된 데뷔작 《람보》로 알려져 있다.